# Modlin

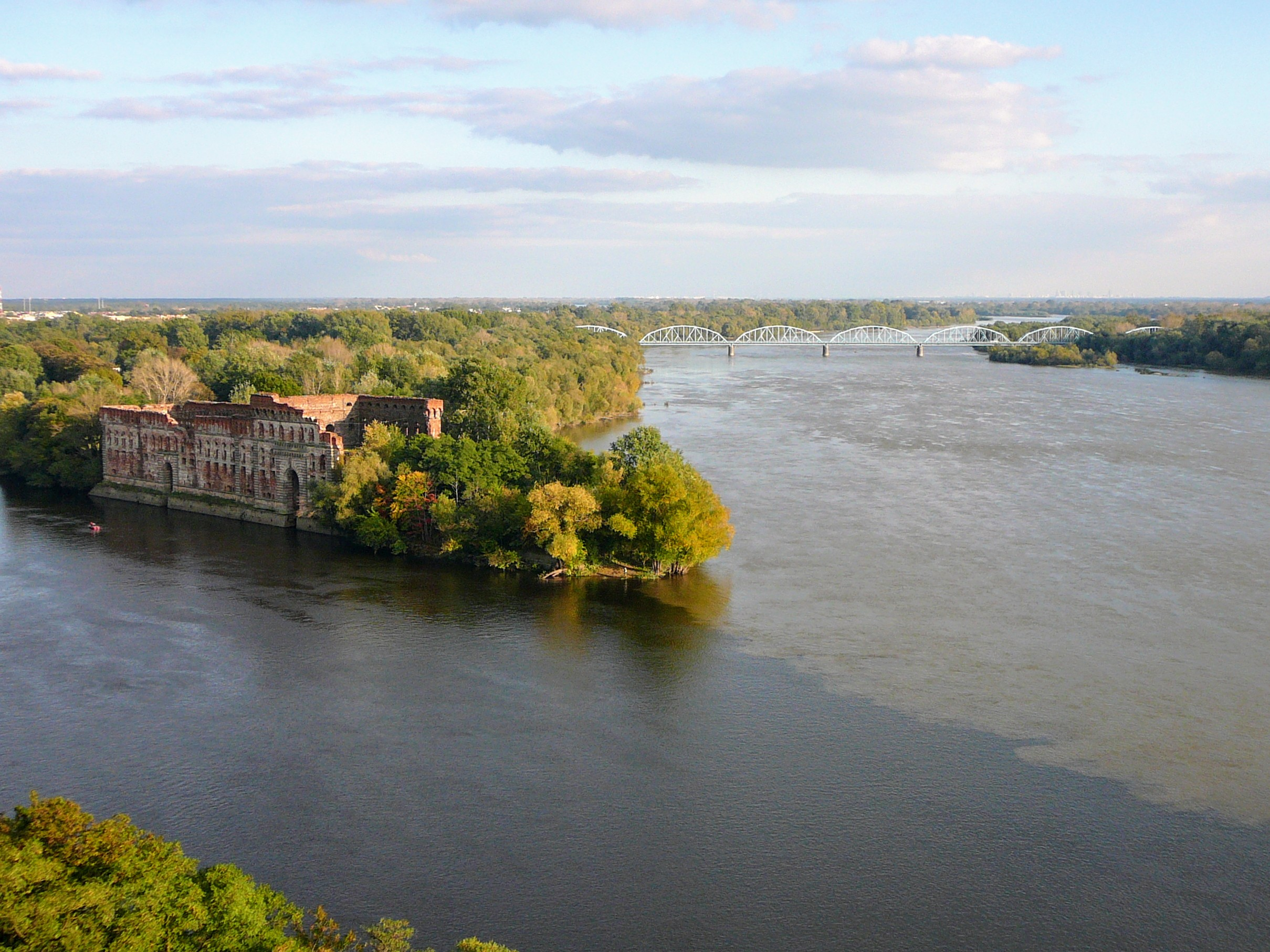
Confluencia de los ríos Narew y Vístula en Nowy Dwór Mazowiecki

Modlin fue una villa cercana a Varsovia, Polonia, en el lugar donde los ríos Narew y Vistula confluyen. En 1961 fue incorporada al pueblo de Nowy Dwór Mazowiecki. Actualmente, dos aerolíneas operan en el aeropuerto: Ryanair y Air Moldova.